# Henry Eriksson
Knut Henry Eriksson (né le 23 janvier 1920 près d'Avesta - mort le 8 janvier 2000) est un athlète suédois, vainqueur du 1 500 m aux Jeux olympiques de 1948.
Pendant toute sa carrière, il a été à l'ombre de son compatriote Lennart Strand, à la seule exception des Jeux de Londres où il a remporté le titre.